# 사이렌 (드라마)
《사이렌》(Siren)은 2021년 11월 12일에 방영한 《KBS 드라마 스페셜 2021》 시리즈 중 세 번째 작품으로, TV시네마 제3탄이다. 이 드라마는 제3회 강릉국제영화제 초청작으로 출품한 바 있다.

## 줄거리
어느 날 소음을 처리하는 가상의 시설인 노틱웨이브에 근무하는 오 과장이 지역 주민과의 보상금 합의 중 스스로 목숨을 끊게 된다. 태승은 그 후임으로 마을로 내려가 보상금 합의에 열을 올리지만, 공장장 영식과 농장주 동규가 그의 앞길을 가로막는다. 태승은 그 사람들 계속해서 수상한 태도를 보이자, 오 과장의 죽음과 연관이 되어 있을지도 모른다는 의심을 품게 된다. 태승은 본격적으로 마을에 대한 현장 조사를 이어나가고, 사건은 점점 미궁으로 빠지게 된다.

## 등장 인물

### 주요 인물
- 최진혁 : 최태승(36세) 역 – 노틱웨이브 사회공헌팀 대리
- 박성연 : 서혜선(40대 후반) 역 - 노틱웨이브 사회공헌팀 팀장
- 조달환 : 오동민(40대 초반) 역 - 전 노틱웨이브의 사회공헌팀 과장
- 류태호 : 영식 역 - 공장장
- 구자성 : 박동규 역 - 농장주

### 주변 인물
- 송영재 : 식당사장 역
- 김현준 : 선배 역
- 조한준 : 박순경 역
- 윤상호 : 총리 역
- 안코드 : 리쉬 역
- 체리시 : 타라 역
- 서지완 : 샤크시 역

### 그 외 인물
- 한지희 : 직원 1 역
- 김진복 : 직원 2 역
- 문요셉 : 직원 3 역
- 진성민 : 의사 역
- 김단아 : 간호사 역
- 한호용 : 동료 경찰 역
- 권민혁 : 런닝머신남 역
- 이은강 : 형사 역
- 서민선 : 혜선의 아버지 역
- 권혜진 : 혜선 역
- 채서연 : 여자애 역
- 양소희 : 아이 역
- 이상호 아나운서 (라디오 목소리)
- 정지원 아나운서 (뉴스앵커)